# Arco español de Galway

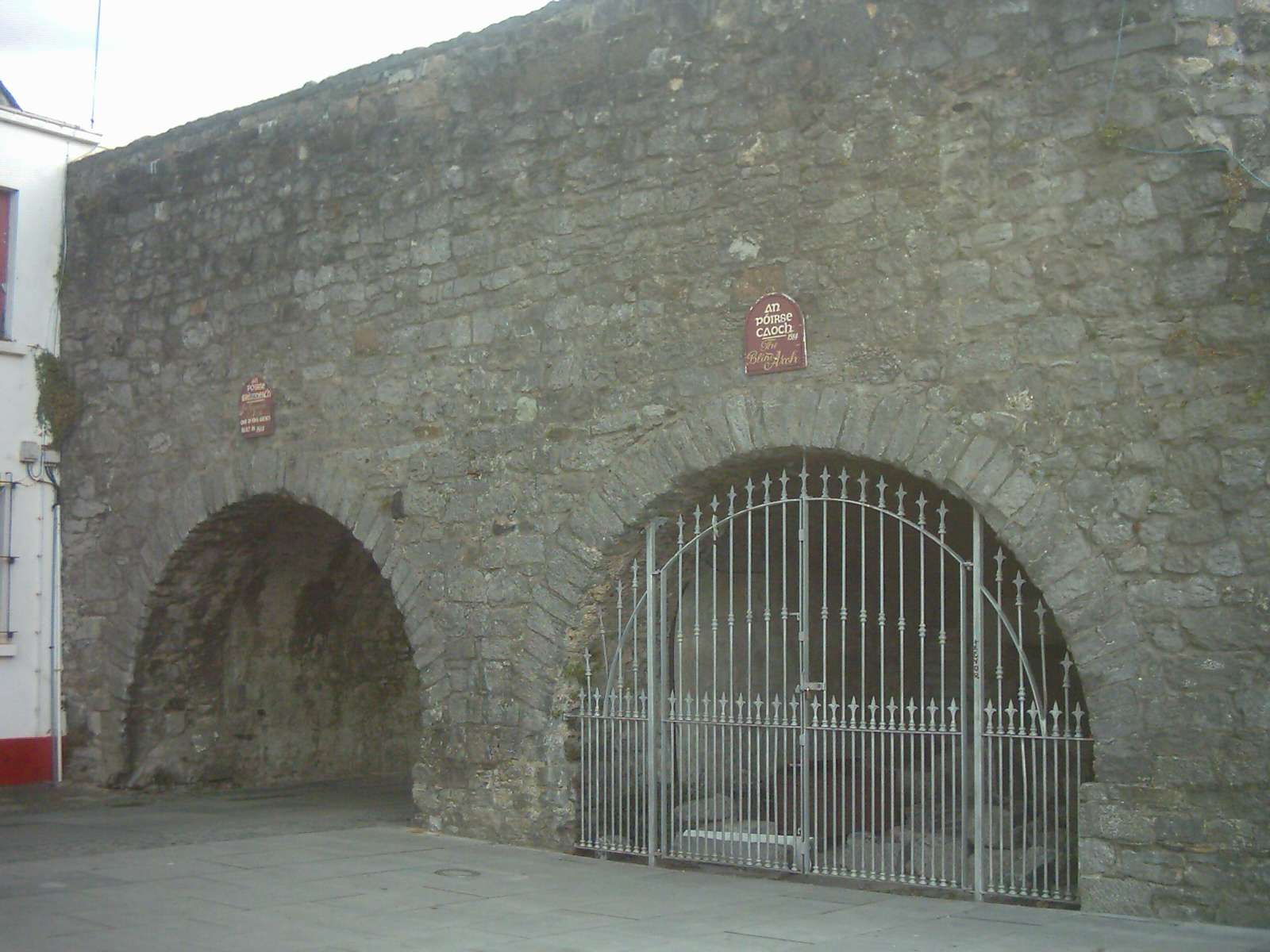
El Arco español pegado a la orilla este del río Corrib

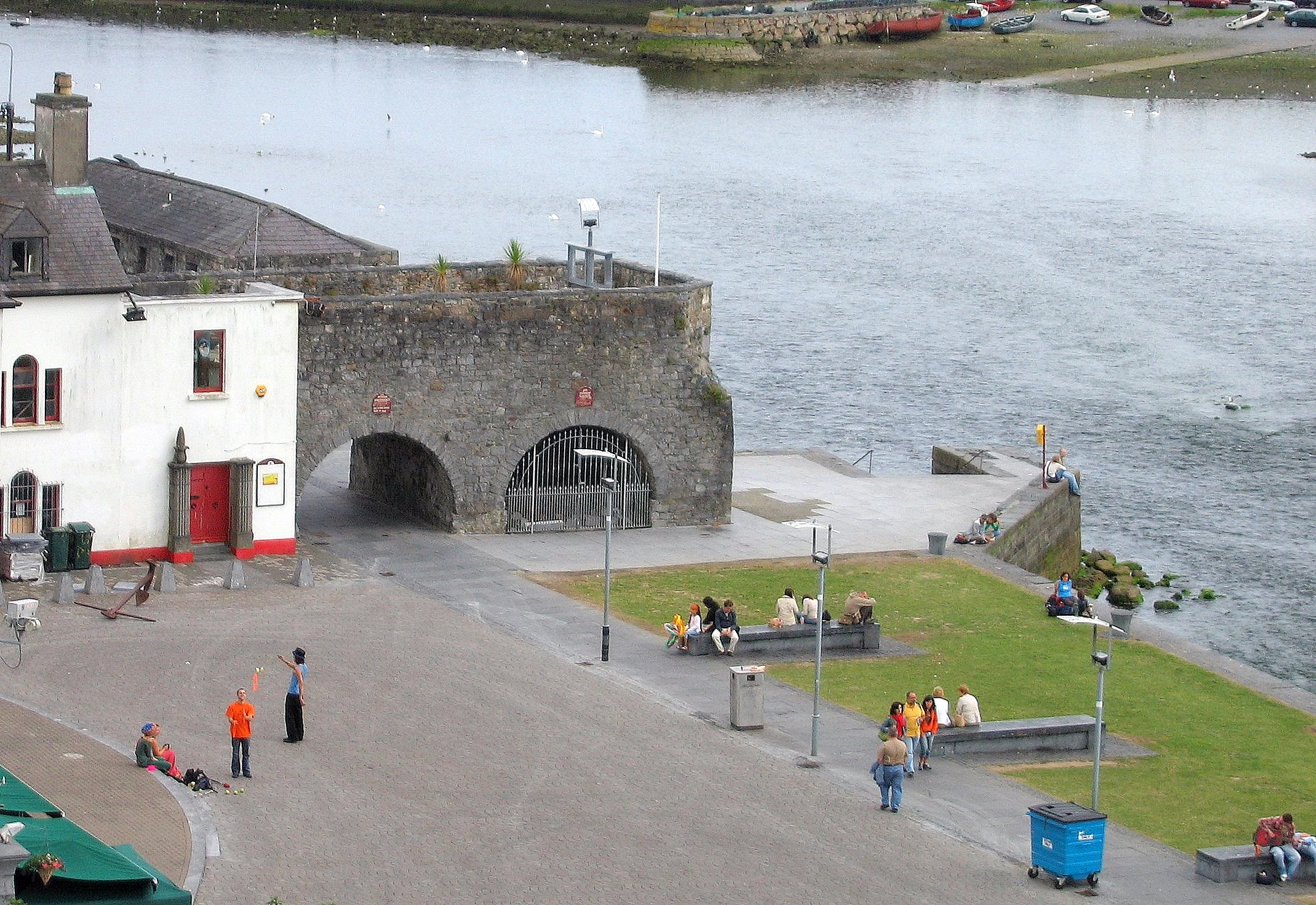
Área frente al Arco español

El Arco Español (Spanish Arch en inglés, Póirse Spainneach en irlandés) es un resto de muralla que se encuentra en la ciudad irlandesa de Galway. Antes de su construcción este punto se llamaba Cabeza de la muralla (the head of the wall en inglés, Ceann an bhalla en irlandés) y mantuvo este nombre hasta época reciente.
Originalmente era una extensión de la muralla que iba de la torre de Martin (Martin’s Tower en inglés) hasta la orilla izquierda del río Corrib, justo enfrente de Claddagh (en la otra orilla). Con anterioridad durante un corto período de tiempo fue una escuela fundada por Dominick Lynch Fitz-John.
Fueron construidos en el período 1584-1588 con la misión de proteger los barcos atracados en los muelles de la ciudad que estaban situados junto al área que en su día fue lonja del pescado y ahora se conoce como Spanish Parade (desfile español). 
A través del Arco español desde el Spanish Parade se accede al Museo de la Ciudad de Galway (Galway City Museum en inglés) y al paseo The Long Walk.
Desde 1976 hasta 2006 el Comerford House contiguo al Arco Español albergó el Museo de la ciudad de Galway, año en que fue trasladado a un nuevo edificio justo detrás.
En el siglo XVIII la familia Eyre de Eyrecourt, Condado de Galway, construyó unos muelles nuevos y el paseo The Long Walk, uniendo el Arco Español y dichos muelles, para acceder desde la ciudad.
En 1755 los arcos fueron parcialmente destruidos por el maremoto de Lisboa.